# Дзержинский район (Нижний Тагил)
Дзержинский район — один из трёх внутригородских районов города Нижний Тагил (Свердловская область, Россия). Расположен в восточной части города.

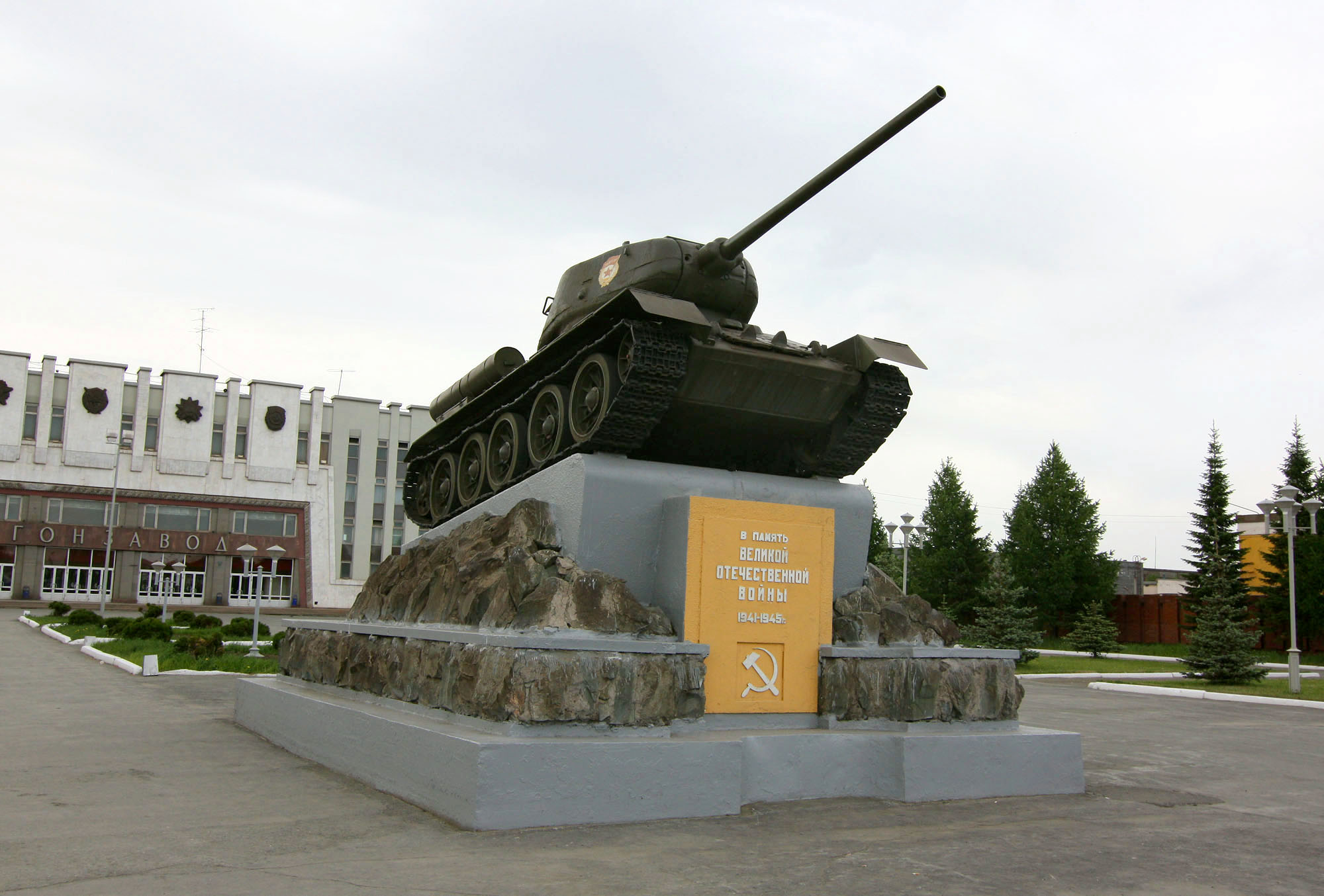
Памятник танку Т-34

## История
Официальной датой создания Дзержинского района считается 11 апреля 1933 года, когда было принято постановление президиума Уральского областного исполнительного комитета №5151 "Об организации районных советов в городах: Златоусте, Нижнем Тагиле и Челябинске". На основании этого постановления был организован районный совет Новостроек (часть нынешних территорий Дзержинского и Тагилстроевского районов). Организационное бюро под председательством Г. И. Щербинина приступило к работе 1 августа того же года; к 17 сентября 1933 года в райсовет новостроек были выбраны 52 депутата и районная власть приступила к работе. Однако райсовет Новостроек не мог охватить все дела и проблемы строительных площадок и посёлков, поэтому 19 июля 1934 года постановлением президиума Нижнетагильского горсовета №155 было произведено разукрупнение райсовета и выделение самостоятельных райсоветов Уралвагонстроя и Тагилстроя. Первым председателем райсовета Уралвагонстроя был избран В. А. Федченко. К лету 1933 года на площадке Уралвагонстроя появились больница и клуб Уралвагонстроя, а 15 сентября 1932 года открылась первая школа на Вагонке.
Во второй половине 1930-х гг. на Вагонке стало больше бараков и домов из бруса, была построена баня; в январе 1939 года начали работу в новые здания больницы и поликлиники. В октябре 1939 года в строй вступил новый механизированный хлебозавод. Началось индивидуальное жилищное строительство. Вскоре была запущена трамвайная линия на Вагонку, соединившая Дзержинский район с остальным городом.
2 марта 1936 г. в соответствии с приказом наркома тяжелой промышленности Г. К. Орджоникидзе Уралвагонстрой был разделён на две самостоятельные организации: строительный трест «Уралвагонстрой» и собственно Уралвагонзавод; 19 июля постановлением Центрального Исполнительного Комитета СССР в связи с 10-летием со дня смерти Ф. Э. Дзержинского «Уралвагонзаводу» было присвоено его имя, и затем 27 июля постановлением исполкома Нижнетагильского горсовета Вагоностроительный район переименован в Дзержинский район.
В июне 1936 года началось строительство торфохимического завода (будущего нижнетагильского завода «Пластмасс», ныне «Уралхимпласт»); завода боеприпасов № 56 (ныне завод «Планта») и посёлка при нём Северный. Первым жильем для строителей поселка и завода стало каркасно-засыпное общежитие, построенное на территории завода. В 1939 году, когда был пущен в эксплуатацию завод №56, в посёлке уже имелось 11000 кв.м. жилой площади, школа, магазин, баня, столовая, амбулатория и клуб.
Первыми улицами микрорайона Северный стали Почтовая, Парижской коммуны и III Интернационала. Чуть позже появились улицы Уральская (ныне Сурикова), Краснофлотская (ныне Днепровская) и 9 января. До войны в Северном посёлке проживало 6 тысяч жителей. Темпы строительства жилья не успевали за ростом населения посёлка.
В первой половине 1939 года в Дзержинском районе проживали 53000 человек. Рабочие места предоставлялись «Уралвагонзаводом», торфохимическим заводом, заводом № 56, «Уралмашстроем» и предприятиями соцкультбыта. Действовало 11 школ, 7 детских садов, 10 яслей, 10 библиотек, также два отдельных филиала центральной библиотеки с общим фондом 26717 книг. В спортивном обществе «Дзержинец» состояло 555 физкультурников.
Во время Великой Отечественной войны более 6 тысяч жителей Дзержинского района ушли на фронт, 3121 из них не вернулись. Осенью 1941 и зимой 1942 гг. Вагонку захлестнула гигантская волна эвакуированных - около 70 тыс. человек. Большинство из них - женщины, дети, старики и подростки и не более пятой части - квалифицированные инженеры и рабочие. Среди них тысячи криворожан, тесные и дружные взаимоотношения поддерживаются между Дзержинским районом Нижнего Тагила и Дзержинским районом Кривого Рога и по сей день, олицетворяя тем самым теплую и крепкую дружбу не только боевых побратимов, но и двух великих народов.

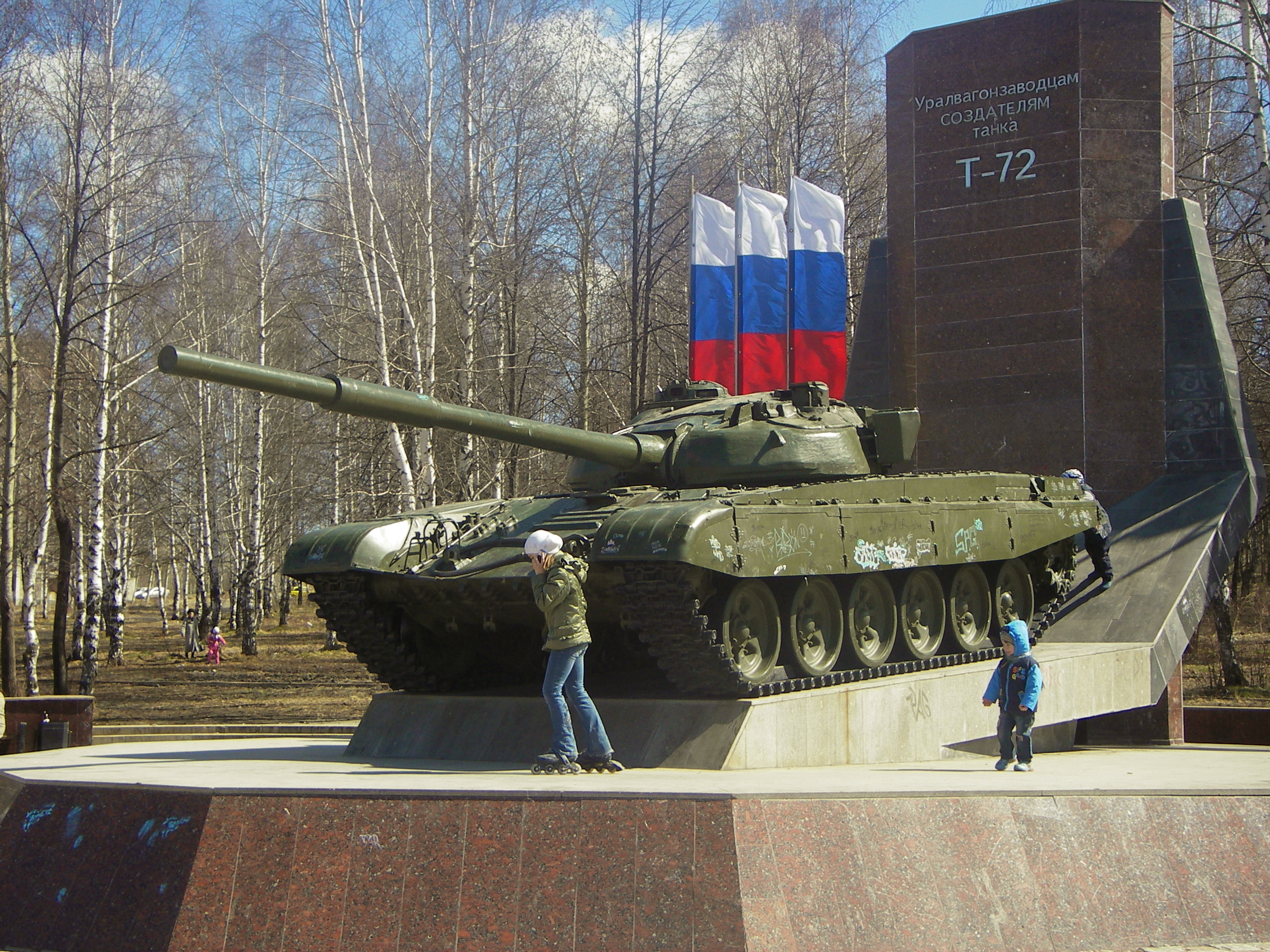
Памятник танку Т-72 на Вагонке

За годы Великой Отечественной войны в Дзержинском районе было выпущено более 25,6 тыс. танков Т-34, 75 миллионов снарядов и авиабомб, а также другой оборонной продукции.
За вклад в Великую Победу Уралвагонзавод был награжден тремя орденами, завод №56 (ныне Химический завод) за образцовое выполнение задания правительства, Государственного комитета обороны по обеспечению фронта боеприпасами был награждён орденом Красного знамени.
В 1950—60-е годы широкие масштабы приобрело жилищное и социально-культурное строительство в районе. В результате чего, уже к 1956 году в районе было построено 46200 м² жилья, запущены комбинат асбоцементных изделий, цементно-шиферный завод, котельно-радиаторный завод, трикотажная фабрика.
Индустриальная сила района продолжала возрастать и в 70-80-е годы. На криогенном производстве Уралвагонзавода было разработано и изготовлено оборудование азотообеспечения универсального комплекса «Стендстарт» и стартового комплекса ракеты-носителя, системы хранения и заправки жидким кислородом и водородом корабля многоразового использования «Буран».
Значительно увеличил объем выпускаемой продукции Уралхимпласт, активизировалась работа по застройке Дзержинского района. Именно в эти годы было построено 40% жилой площади современной Вагонки или около 1 млн.квадратных метров. Появились новые жилые микрорайоны Пихтовые Горы, Алтайский, полностью был преобразован жилой район Северный, появились новые спортивные объекты: Ледовый дворец спорта имени В. К. Сотникова, Дворец водного спорта.
В 1980 году предприятие «Уралвагонзавод» было признано крупнейшим танковым заводом мира и внесено в Книгу рекордов Гиннесса.

## Структура
Дзержинский административный район состоит из следующих жилых районов:
- Вагонка;
- Северный;
- Сухоложский (частично, 40% территории);
- Валегин Бор.

## Население
| 1959     | 1970     | 1979     | 1989     | 2002     | 2009     | 2010     |
| -------- | -------- | -------- | -------- | -------- | -------- | -------- |
| 97 395   | ↗112 156 | ↗124 346 | ↗146 933 | ↘129 012 | ↘120 554 | ↗122 207 |
| 2012     | 2013     | 2014     | 2015     | 2016     | 2017     | 2018     |
| ↘121 065 | ↘120 748 | ↘120 172 | ↘119 871 | ↘119 655 | ↘119 445 | ↘118 737 |
| 2019     | 2021     |          |          |          |          |          |
| ↘117 761 | ↘110 331 |          |          |          |          |          |

## Религия

Храм Дмитрия Донского у проходной завода «УВЗ»

Православные храмы Дзержинского района
- Храм во имя святого благоверного князя Дмитрия Донского;
- Храм во имя Воскресения Христова;
- Храм во имя Царственных Страстотерпцев;
- Храм во имя святого Пантелеймона;
- Крещенская церковь храма Воскресения Христова;

Католический храм Фатимской Божией Матери.

## Культура

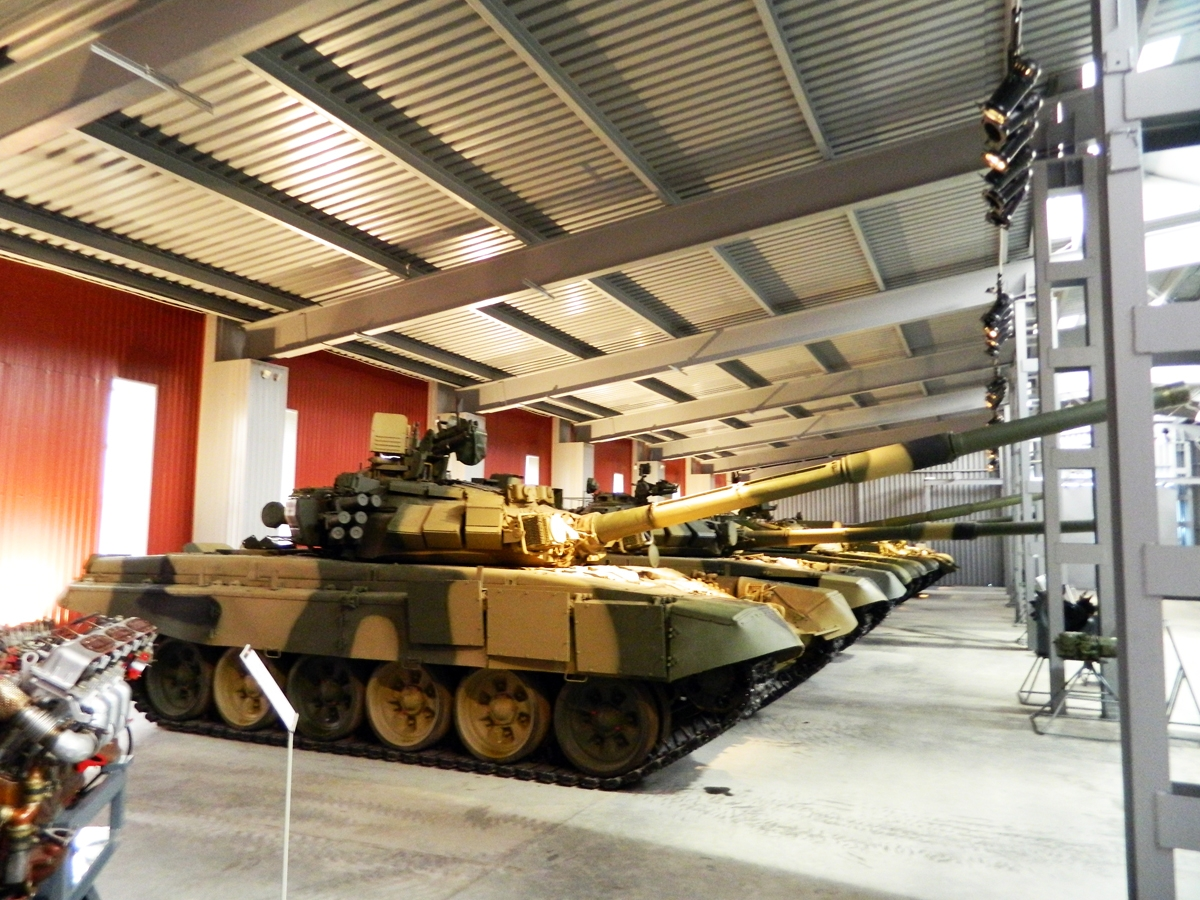
В музее бронетанковой техники

Учреждения культуры Дзержинского района:
- Музей бронетанковой техники;
- Музей истории Уралвагонзавода;
- Музей «Уралхимпласт»;
- Нижнетагильский Молодёжный театр;
- Дворец культуры имени Окунева;
- Дворец культуры «Космос»;
- Дворец творчества юных Дзержинского района.

## Образование
- Российский экономический университет имени Плеханова (филиал);
- Нижнетагильский машиностроительный техникум;
- Нижнетагильский техникум металлообрабатывающих производств и сервиса;
- Нижнетагильский педагогический колледж №2;
- Три музыкальные школы.

## Спорт
- Ледовый дворец спорта имени В. К. Сотникова;
- Дворец водных видов спорта;
- Стадион «УралВагонЗавод»;
- Стадион «Алмаз»;
- Лыжная база «Пихтовые горы».

## Промышленность

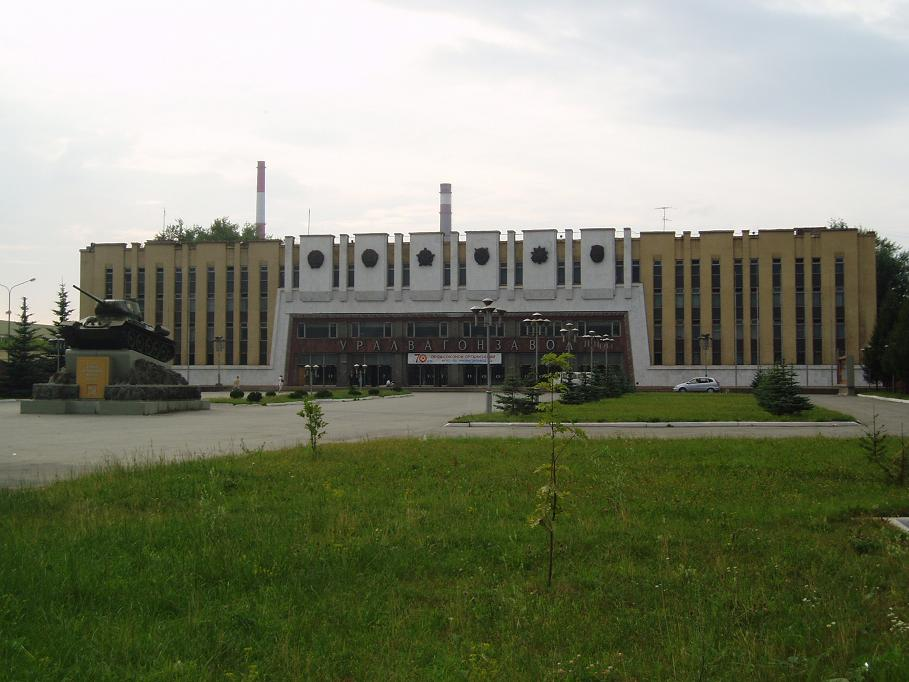
Центральная проходная «Уралвагонзавода»

В Дзержинском районе расположены следующие предприятия города:
- Уралвагонзавод (УВЗ);
- Уралхимпласт (УХП);
- Нижнетагильский котельно-радиаторный завод (КРЗ);
- Нижнетагильский химический завод;
- Нижнетагильский медико-инструментальный завод (НТМИЗ);
- Ценментный завод Нижнего Тагила;
- ЖБИ-2;
- Бетонный завод «Бетонмаркет»
- Планта